# Edwardzetes australis
Edwardzetes australis är en kvalsterart som beskrevs av František Starý och Block 1995. Edwardzetes australis ingår i släktet Edwardzetes och familjen Ceratozetidae. Inga underarter finns listade i Catalogue of Life.